# I Premis Simón
La 1a edició dels Premis Simón va tenir lloc en 2012. En aquest any, l'Assemblea de Cineastes Aragonesos (ACA) va decidir instituir els Premis Simón per a recompensar als professionals aragonesos del cinema per la seva actuació l'any 2011.

## Desenvolupament
L'ACA va crear cinc categories competitives per a premiar llargmetratges, curtmetratges, videoclips, intèrprets i directors de fotografia. Els que volguessin optar als premis, havien de presentar les seves candidatures fins al 10 de febrer de 2012. D'entre totes elles es va elegir mitjançant votació celebrada entre el 25 de febrer i el 10 de març a sis finalistes per a cada categoria. En aquesta votació van participar els socis de la ACA i un grup de persones relacionades amb el sector audiovisual aragonès convidades per l'associació. Una segona votació en la qual van participar els mateixos electors va decidir els noms dels guanyadors d'entre els finalistes.
La cerimònia de lliurament dels premis va tenir lloc l'11 d'abril de 2012 al Teatro Principal de Saragossa i va ser presentada per Miryam Domínguez i amenitzada per les actuacions de diversos artistes. S'hi van lliurar els cinc premis competitius i un sisè premi honorífic atorgat a l'escriptor i cineasta Luis Alegre. Va destacar entre els guardonats la pel·lícula De tu ventana a la mía, dirigida per Paula Ortiz Álvarez, que va obtenir els premis al millor llargmetratge i millor interpretació (per a Luisa Gavasa). Durant la gala, el president de l' ACA va anunciar que aquesta s'anava a transformar en Acadèmia del Cinema Aragonès.

## Premiats
| Categoria            | Premiat                                       | Labor premiada            | Finalistes                                                                                        |
| -------------------- | --------------------------------------------- | ------------------------- | ------------------------------------------------------------------------------------------------- |
| Simón d'honor        | Luis Alegre                                   | Trajectòria               |                                                                                                   |
| Millor llargmetratge | De tu ventana a la mía de Paula Ortiz Álvarez | Pel·lícula                | 5 778 - La Chanson de Roland Aragón y los armarios concéntricos El encamado Sobre la misma tierra |
| Millor interpretació | Luisa Gavasa                                  | De tu ventana a la mía    | Alberto Castrillo Ferrer Alfonso Pablo Amelia Rius Laura Contreras Mayte Salvador                 |
| Millor curtmetratge  | Les (El bosque) d'Aida Ramazánova             | Pel·lícula                | Amores ciegos El hijoputa La granja La nave Los ojos de Laia                                      |
| Millor fotografia    | Beltrán García                                | ¡Al quinto!               | Beatriz Orduña Fernando Medel José Manuel Fandos Juan de Padura                                   |
| Millor videoclip     | Kill the Frog d' Andrés Cisneros              | Videoclip de Yuri Gagarin | Cannibal Dinner El último abrazo I Promise La paz mundial No quiero ir a la disco                 |